# 金荷娜
金荷娜（韓語：김하늘，1978年2月21日—），韓國女演員。

## 演艺生涯
其韓文名字中的二字為韓國語固有語，有“天空”之意，無對應的漢字。
金荷娜於1996年模特兒比賽出道。其中憑借《請不要相信她》、《我的野蠻女老師》、《七級公務員》成為韓國一線女星。2004年获韩国百想艺术大赏电影部门最佳女主角奖，2011年更凭借电影《盲證》成为韩国电影大钟奖及青龙奖的双料影后，成为囊获韩国百想、大钟、青龙三大影后桂冠的大满贯演员。2006年，與宋允兒主演SBS電視劇《On Air》、2012年與張東健主演SBS電視劇《紳士的品格》演技及收視率表現皆獲得一致好評、攀上演藝事業高峰。
2016年與李相侖主演KBS電視劇《通往機場的路》，奠定愛情劇女王的稱號。
2017年1月上映電影《女教師》透過片中“孝珠”这一角色展现和以往完全不同的魅力。
2018年1月與SM C&C合約期滿不再續約，結束六年緣分，5月簽約sidusHQ。

## 婚姻
2016年3月19日與小1歲的企業家丈夫完婚，2018年誕下一女。

## 演出作品

### 電視劇
| 年份 | 播出平台 | 劇名                 | 角色   |
| ---- | -------- | -------------------- | ------ |
| 1999 | SBS      | 《Happy Together》   | 陳穗荷 |
| 1999 | MBC      | 《美麗的陽光》       | 鄭秀彬 |
| 2000 | MBC      | 《秘密》             | 李熙正 |
| 2001 | SBS      | 《鋼琴》             | 李秀亞 |
| 2002 | MBC      | 《羅曼史》           | 金采媛 |
| 2004 | SBS      | 《玻璃畫》           | 申智秀 |
| 2006 | MBC      | 《90天，相愛的時間》 | 高美妍 |
| 2008 | SBS      | 《On Air》           | 吳承雅 |
| 2010 | MBC      | 《Road No. 1》       | 金秀妍 |
| 2012 | SBS      | 《紳士的品格》       | 徐伊秀 |
| 2016 | KBS2     | 《通往機場的路》     | 崔秀雅 |
| 2019 | JTBC     | 《風在吹》           | 李秀珍 |
| 2020 | JTBC     | 《重回18歲》         | 鄭多貞 |
| 2022 | tvN      | 《Kill Heel》        | 禹賢   |
| 2024 | KBS      | 《抓住你的衣領》     | 徐貞媛 |
| 2024 | Disney+  | 《紅天鵝》           | 吳婉秀 |

### 電影
| 年份 | 片名               | 角色     | 备注     |
| ---- | ------------------ | -------- | -------- |
| 1998 | 《再見·俊》        | 劉彩英   |          |
| 1999 | 《K醫生》          | 吳世妍   |          |
| 2000 | 《愛的空間》       | 尹素恩   |          |
| 2001 | 《時間的香氣》     | 情侶     | 特別出演 |
| 2003 | 《我的野蠻女老師》 | 崔秀婉   |          |
| 2003 | 《冰雨》           | 金京敏   |          |
| 2004 | 《不要相信她》     | 朱英珠   |          |
| 2004 | 《靈》             | 閔智媛   |          |
| 2006 | 《青春漫畫》       | 真月來   |          |
| 2008 | 《六年之癢》       | 李多真   |          |
| 2009 | 《七級公務員》     | 安秀智   |          |
| 2009 | 《樂園》           | 美京     |          |
| 2011 | 《盲證》           | 閔秀兒   |          |
| 2011 | 《寵物情人》       | 池恩怡   |          |
| 2016 | 《勿忘我》         | 金真英   |          |
| 2016 | 《非常父子檔》     | 顧美艷   | 韓中合作 |
| 2017 | 《女教師》         | 朴孝珠   |          |
| 2017 | 《與神同行》       | 宋帝大王 | 特別出演 |

### MV作品
- 1998年：曹誠模《To Heaven》（與李炳憲）
- 2002年：Position《最後的約定》
- 2009年：曹誠模《我曾幸福》

## 獎項
| 年份 | 頒獎典禮                  | 獎項                            | 作品               | 結果 |
| ---- | ------------------------- | ------------------------------- | ------------------ | ---- |
| 1999 | 第20屆青龍電影獎          | 最佳女主角                      | 《Dr.K》           | 提名 |
| 2000 | 第8屆春史電影賞           | 女子新人賞                      | 《愛的空間》       | 提名 |
| 2000 | 第24屆青龍電影獎          | 最佳女主角                      | 《愛的空間》       | 提名 |
| 2001 | SBS演技大賞               | 人氣獎                          | 《鋼琴》           | 獲獎 |
| 2002 | MBC演技大賞               | 女子最優秀演技獎                | 《羅曼史》         | 獲獎 |
| 2002 | MBC演技大賞               | 大賞                            | 《羅曼史》         | 提名 |
| 2003 | 第39屆百想藝術大賞        | 電影部門 人氣奬                 | 《我的野蠻女教師》 | 獲獎 |
| 2003 | 第24屆青龍電影獎          | 最佳女主角                      | 《我的野蠻女教師》 | 提名 |
| 2003 | 第20屆韓國電影節          | 最佳電影演員                    |                    | 獲獎 |
| 2004 | 第40屆百想藝術大賞        | 電影部門 女子最優秀演技奬       | 《不要相信他》     | 獲獎 |
| 2004 | 第25屆青龍電影獎          | 最佳女主角                      | 《不要相信他》     | 提名 |
| 2004 | 第41屆大鐘獎              | 最佳女主角                      | 《不要相信他》     | 提名 |
| 2007 | 第28屆青龍電影獎          | 最佳衣著獎                      | 不適用             | 獲獎 |
| 2008 | 第2屆Mnet 20代的選擇      | 電視部門 女明星獎               | 《On Air》         | 提名 |
| 2008 | 第2屆韓國電視劇節         | 女子最優秀演技賞                | 《On Air》         | 獲獎 |
| 2008 | SBS演技大賞               | 大賞                            | 《On Air》         | 提名 |
| 2008 | SBS演技大賞               | 女子最優秀演技賞                | 《On Air》         | 獲獎 |
| 2008 | SBS演技大賞               | 十大明星獎                      | 《On Air》         | 獲獎 |
| 2008 | 第29屆青龍電影獎          | 人氣明星獎                      | 《六年的戀愛》     | 獲獎 |
| 2008 | 第6屆韓國時裝設計奬       | 本年度最佳衣著獎                | 不適用             | 獲獎 |
| 2009 | 第3屆Mnet 20代的選擇      | 20's女子部門 電影明星獎         | 《我的特務女友》   | 提名 |
| 2009 | 第30屆青龍電影獎          | 最佳女主角                      | 《我的特務女友》   | 提名 |
| 2010 | 第7屆Max Movie 最佳電影賞 | 最佳女演員                      | 《我的特務女友》   | 提名 |
| 2011 | 第48屆大鐘獎              | 最佳女主角                      | 《盲證》           | 獲獎 |
| 2011 | 第32屆青龍電影獎          | 最佳女主角                      | 《盲證》           | 獲獎 |
| 2011 | 第20屆釜日電影節          | 最佳女主角                      | 《盲證》           | 提名 |
| 2012 | 第1屆大田電視劇節         | 女子最優秀演技賞                | 《紳士的品格》     | 提名 |
| 2012 | SBS演技大賞               | 週末連續劇部門 女子最優秀演技獎 | 《紳士的品格》     | 獲獎 |
| 2012 | SBS演技大賞               | 十大明星賞                      | 《紳士的品格》     | 獲獎 |
| 2012 | SBS演技大賞               | 人氣賞                          | 《紳士的品格》     | 獲獎 |
| 2016 | 第52屆百想藝術大賞        | 電影部門 人氣奬                 | 《勿忘我》         | 提名 |
| 2016 | KBS演技大賞               | 女子最優秀賞                    | 《通往機場的路》   | 獲獎 |
| 2016 | KBS演技大賞               | 最佳CP賞（與李相侖）            | 《通往機場的路》   | 獲獎 |
| 2016 | KBS演技大賞               | 網絡人氣賞                      | 《通往機場的路》   | 提名 |
| 2017 | 第53屆百想藝術大賞        | Instyle Best Style賞            | 《通往機場的路》   | 獲獎 |
| 2017 | 第53屆百想藝術大賞        | 電視部門 女子最優秀演技賞       | 《通往機場的路》   | 提名 |
| 2017 | 第22屆春史電影賞          | 最佳女主角                      | 《女教師》         | 提名 |

## 外部連結
- 金荷娜的Facebook專頁
- 金荷娜的Instagram帳戶
- 金荷娜在NAVER上的资料
- 金荷娜在韩国电影数据库（KMDb）上的資料（韓語）
- 金荷娜在互联网电影资料库（IMDb）上的資料（英文）